# کوشیهاشی ترو
کوشیهاشی ترو (به ژاپنی: 櫛橋 光 Kushihashi Teru)، تروهیمه; ۱ ژانویهٔ ۱۵۵۳ – ۵ اکتبر ۱۶۲۷) یک زن نظامی اونا بوگیشا بود. یک زن اشراف ژاپنی آریستوکراسی (طبقه) از دوره سنگوکو که تنها همسر دایمیو کورودا یوشیتاکا بود. گرچه شوهر و پسرش ناگاماسا زمانی کیریشیتان (مسیحی) بودند، کوشیهاشی ترو به بوداگرایی پاک‌بوم عقیده داشت.

## زندگی

### اوایل زندگی، شجره‌نامه و ازدواج
کوشیهاشی ترو در سال ۱۵۵۳ به عنوان دختر کوشیهاشی کوره‌سادا، ارباب قلعه شیکاتا در ولایت هاریما به دنیا آمد و بعداً دختر خوانده کودرا ماساموتو شد. یک خواهر به نام میوجواین-نی (همسر کوزوکی کاگه‌سادا 上月 景貞 こうづき かげさだ) صاحب قلعه کوزوکی و یک خواهر کوچکتر، همسر اینواوئه یوکیفوسا داشت.
او در سال ۱۵۶۷ در سن ۱۴ سالگی با کورودا یوشیتاکا، یکی از ملازمان خاندان کودرا ازدواج کرد. او کورودا ناگاماسا را در ۱۵۶۸ و کورودا کومانوسوکه (مرگ ۱۵۹۷ میلادی، در سن ۱۵ سالگی) را در ۱۵۸۲ به دنیا آورد.
یوشیتاکا شوهر ترو که تحت تأثیر استعدادهای اودا نوبوناگا قرار گرفته بود، وفاداری به ارباب خود نوبوناگا را، به کودرا ماساموتو توصیه کرد، و به عنوان پیشتاز در مبارزه، از جمله علیه خاندان موری خدمت کرد.

### خدمت تحت خاندان اودا
پیوستن به اودا نوبوناگا خاندان کورودا را در معرض دشمنان جدید قرار داد، که منجر به نبردهای متعدد شد.
در سال ۱۵۷۷، استراتژیسن کورودا کانبی /کورودا یوشیتاکا به نیروهای دریایی موری، با استفاده از پرچم‌های کشاورزان مجاور برای تظاهر به نیروهای کمکی، کمین کرد و با این موفقیت، اودا نوبوناگا، قدرت کورودا یوشیتاکا را به رسمیت شناخت و خانواده‌های کورودا و کوایده را تحت کنترل تویوتومی هیده‌یوشی قرار داد. کورودا کانبی/کورودا یوشیتاکا، برای نشان دادن وفاداری، قلعه هیمه‌جی را به تویوتومی هیده‌یوشی تسلیم کرد و پسر ۱۰ ساله خود را به عنوان گروگان پیشنهاد کرد. همسر او اونه با کودکان گروگان مانند کودکان خود رفتار می‌کرد.

### محاصره میکی (۱۵۷۸–۱۵۸۰)
هنگامی که بشو ناگاهارو در سال ۱۵۷۸ علیه اودا نوبوناگا شورش کرد، خاندان کوشیهاشی در کنار ناگاهارو قرار گرفتند. قبایل قدرتمند اطراف ولایت هاریما به رهبری بشو ناگاهارو علیه نوبوناگا بودند، برادر ترو، کوشیهاشی ماسایی، نیز به مخالفان نوبوناگا پیوستند.
کورودا کانبی، استراتژیست تویوتومی هیده‌یوشی، زمانی که خانواده همسرش، کوشیهاشی، به اودا خیانت کردند، و آراکی موراشیگه شورش کرد، با مشکلاتی مواجه شد. برای متقاعد کردن موراشیگه، کورودا به قلعه آریئوکا رفت، اسیر شد و نزدیک به یک سال از تماس با خارج محروم شد. در میان ظن به شورش، اودا نوبوناگا دستور داد تاکه‌ناکا شیگه‌هارو، کورودا ناگاماسا را بکشد. با کمک یامائوچی کاتسوتویو و همسرش، یامائوچی چیو و تاکه‌ناکا شیگه‌هارو، کورودا ناگاماسا مخفی شد و جان او را نجات دادند.
متأسفانه، محاصره قلعه شیکاتا توسط نیروهای اودا نوبوکاتسو منجر به تسلیم آن در ۱۰ اوت ۱۵۷۸ شد. در طول تسلیم، گفته می‌شود که ارباب قلعه، پدر یا برادر ترو، خودکشی کرد و خود را به عنوان گروگان برای نجات جان سربازانش عرضه کرد. در این آشوب، برادر ترو، کوشیهاشی ماسایی، شکست خورد. با بی‌خبر ماندن و احتمال مرگ شوهرش و ترس از مرگ پسرش، ترو یک دوره اضطراب را به تنهایی تحمل کرد. برادرزاده ترو بعداً مورد عفو قرار گرفت و به خاندان کورودا خدمت کرد.